# Alphen aan den Rijn
Alphen aan den Rijn (anhörenⓘ) (deutsch Alphen am Rhein) ist eine Stadt und Gemeinde der niederländischen Provinz Südholland. Sie zählte am 1. Januar 2025 laut Angabe des CBS 115.746 Einwohner. Zum 1. Januar 2014 wurde die Gemeinde mit den ehemaligen Gemeinden Boskoop und Rijnwoude fusioniert.

## Geographie
Alphen aan den Rijn liegt am Oude Rijn, genauer an der Mündung des kleinen Flusses Aar in den Oude Rijn, der von Utrecht kommend nach Leiden fließt. Alphen wird an der Ostseite durch die Gouwe und den Aarkanal begrenzt. Die Stadt liegt zwischen Leiden, Gouda und Bodegraven.
Die Gesamtfläche der Gemeinde hat sich nach der Fusion mit Boskoop und Rijnwoude im Jahr 2014 mehr als verdoppelt: Betrug sie vorher 57,68 km², so sind es seitdem 132,50 km². Die Höhe liegt bei -1 m NAP.

## Geschichte
Das Gebiet um Alphen aan den Rijn wurde bereits vor 2000 Jahren besiedelt. In der römischen Zeit war der Oude Rijn der Hauptarm des Rheins. Durch Ablagerungen des Flusses entstanden höher gelegene Ufergebiete. In Alphen ist dieses noch an der Namensgebung der Stadtteile „Hoge zijde“ und „Lage zijde“ („Hohe“ bzw. „Tiefe Seite“) am linken bzw. rechten Flussufer erkennbar. Im heutigen Zentrum der Stadt erbauten die Römer das castellum Albaniana („Siedlung am weißen Wasser“), von dem sich vermutlich der Name Alphen ableitete. Die Römer errichteten auch die erste Brücke über den Oude Rijn. Heute existieren fünf Brücken über den Oude Rijn, von denen zwei nur für Fußgänger freigegeben sind. Seit der Regierungszeit des römischen Kaisers Claudius (41–54 n. Chr.) waren zur Verteidigung der nördlichen Grenze am Rhein römische Soldaten in Albaniana stationiert. Im nahe gelegenen Dorf Zwammerdam wurden Reste eines weiteren römischen castellums gefunden, das den Namen Nigrum Pullum trug. In diesem Zusammenhang gelang mit der Entdeckung der Schiffsfunde von Zwammerdam in den Jahren 1971 bis 1974 eine kleine archäologische Sensation. Durch den entstehenden Handel entwickelte sich Alphen aan den Rijn zu einem bedeutenden Handelszentrum in der Region. Germanische Überfälle beendeten dies allerdings spätestens um die Jahre 260/270.
Nach vielen allgemeineren Problemen und Überschwemmungen, vor allem in Utrecht und Leiden wurde der Oude Rijn 1122 bei Wijk bij Duurstede abgedeicht. Der Lek genannte Arm wurde dadurch der Hauptarm des Rheinwassers. Am Oude Rijn hat es seitdem keine Überschwemmungen mehr gegeben. Im 17. Jahrhundert entwickelte sich Alphen als Knotenpunkt des Handels über Land und Wasser weiter. Die heutige Gemeinde Alphen aan den Rijn entstand 1918 durch die Zusammenlegung der Gemeinden Alphen, Aarlanderveen und Oudshoorn. 1964 wurde auch das Dorf Zwammerdam eingemeindet.
Im Oktober 2001 wurde Alphen aan den Rijn zur grünsten Stadt der Niederlande gekürt. Im September 2002 wurde Alphen aan den Rijn dieser Titel europaweit zuerkannt. Am 9. April 2011 ereignete sich der Amoklauf von Alphen, bei dem acht Menschen getötet und weitere 17 verletzt wurden.
Die Gemeinden Alphen aan den Rijn, Boskoop und Rijnwoude fusionierten zum 1. Januar 2014. Die neue Gemeinde übernahm den bestehenden Namen Alphen aan den Rijn.
Anfang August 2015 war Alphen aan den Rijn erneut in den internationalen Medien, als zwei Fahrzeugkrane auf einem Ponton beim Abladen eines Brückenteils bei Modernisierungsarbeiten der örtlichen Königin-Juliane-Brücke auf Wohn- und Geschäftsgebäude stürzten und diese zerstörten.

## Politik

### Sitzverteilung im Gemeinderat
In Alphen aan den Rijn wird der Gemeinderat wie folgt gebildet:
| Partei                               | Sitze a | Sitze a | Sitze a | Sitze a | Sitze a | Sitze a | Sitze a | Sitze a | Sitze a | Sitze a | Sitze a |
| Partei                               | 1982    | 1986    | 1990    | 1994    | 1998    | 2002    | 2006    | 2010    | 2013 b  | 2018    | 2022    |
| ------------------------------------ | ------- | ------- | ------- | ------- | ------- | ------- | ------- | ------- | ------- | ------- | ------- |
| Nieuw Elan                           | –       | –       | –       | –       | –       | –       | –       | 3       | 6       | 10      | 8       |
| GroenLinks c                         | –       | –       | 2       | 2       | 3       | 3       | 2       | 3       | 3       | 5       | 6       |
| VVD                                  | 9       | 9       | 8       | 9       | 9       | 8       | 8       | 7       | 5       | 6       | 5       |
| CDA                                  | 11      | 10      | 11      | 7       | 6       | 7       | 6       | 5       | 7       | 6       | 5       |
| D66                                  | 2       | 1       | 4       | 5       | 3       | 2       | 1       | 3       | 4       | 3       | 4       |
| RijnGouweLokaal c                    | –       | –       | –       | –       | –       | –       | –       | –       | 1       | 1       | 2       |
| ChristenUnie                         | –       | –       | –       | –       | –       | 2       | 3       | 3       | 3       | 2       | 2       |
| SP                                   | 0       | 1       | 2       | 4       | 4       | 3       | 4       | 2       | 3       | 2       | 2       |
| PvdA                                 | 5       | 8       | 5       | 3       | 4       | 4       | 7       | 5       | 4       | 2       | 2       |
| SGP                                  | 2       | 1       | 0       | 0       | 0       | 0       | –       | –       | 2       | 1       | 1       |
| RPF                                  | 2       | 1       | 1       | 2       | 2       | –       | –       | –       | –       | –       | –       |
| GPV                                  | 2       | 1       | 1       | 2       | 2       | –       | –       | –       | –       | –       | –       |
| FvD                                  | –       | –       | –       | –       | –       | –       | –       | –       | –       | –       | 1       |
| Beter Alphen                         | –       | –       | –       | –       | –       | 2       | 1       | 1       | 1       | 1       | 1       |
| Alphen één d e                       | –       | –       | –       | –       | –       | 2       | 2       | 2       | –       | –       | –       |
| TROTS                                | –       | –       | –       | –       | –       | –       | –       | 1       | –       | –       | –       |
| Leefbaar Alphen/Alphense Stadspartij | –       | –       | –       | –       | 2       | 2       | 1       | 0       | –       | –       | –       |
| Initiatiefgroep Democratisch Alphen  | –       | –       | –       | 1       | 0       | –       | –       | –       | –       | –       | –       |
| Progressief Alphen c                 | –       | 1       | –       | –       | –       | –       | –       | –       | –       | –       | –       |
| PPR                                  | 1       | –       | –       | –       | –       | –       | –       | –       | –       | –       | –       |
| PSP                                  | 1       | –       | –       | –       | –       | –       | –       | –       | –       | –       | –       |
| CPN                                  | 1       | –       | –       | –       | –       | –       | –       | –       | –       | –       | –       |
| Gesamt                               | 31      | 31      | 33      | 33      | 33      | 35      | 35      | 35      | 39      | 39      | 39      |

Anmerkungen

### Bürgermeister
Seit dem 20. Januar 2025 ist Peter Rehwinkel (PvdA) kommissarischer Bürgermeister der Gemeinde. Zu seinem College van B&W zählen die Beigeordneten Gerard van As (Nieuw Elan), Anouk Noordermeer (VVD), Relus Breeuwsma (CDA), Gert van den Ham (D66), Gert-Jan Schotanus (Nieuw Elan) sowie der Gemeindesekretär Michiel van Kruijsbergen.

### Städtepartnerschaften
- Oudtshoorn, Südafrika

## Sehenswürdigkeiten

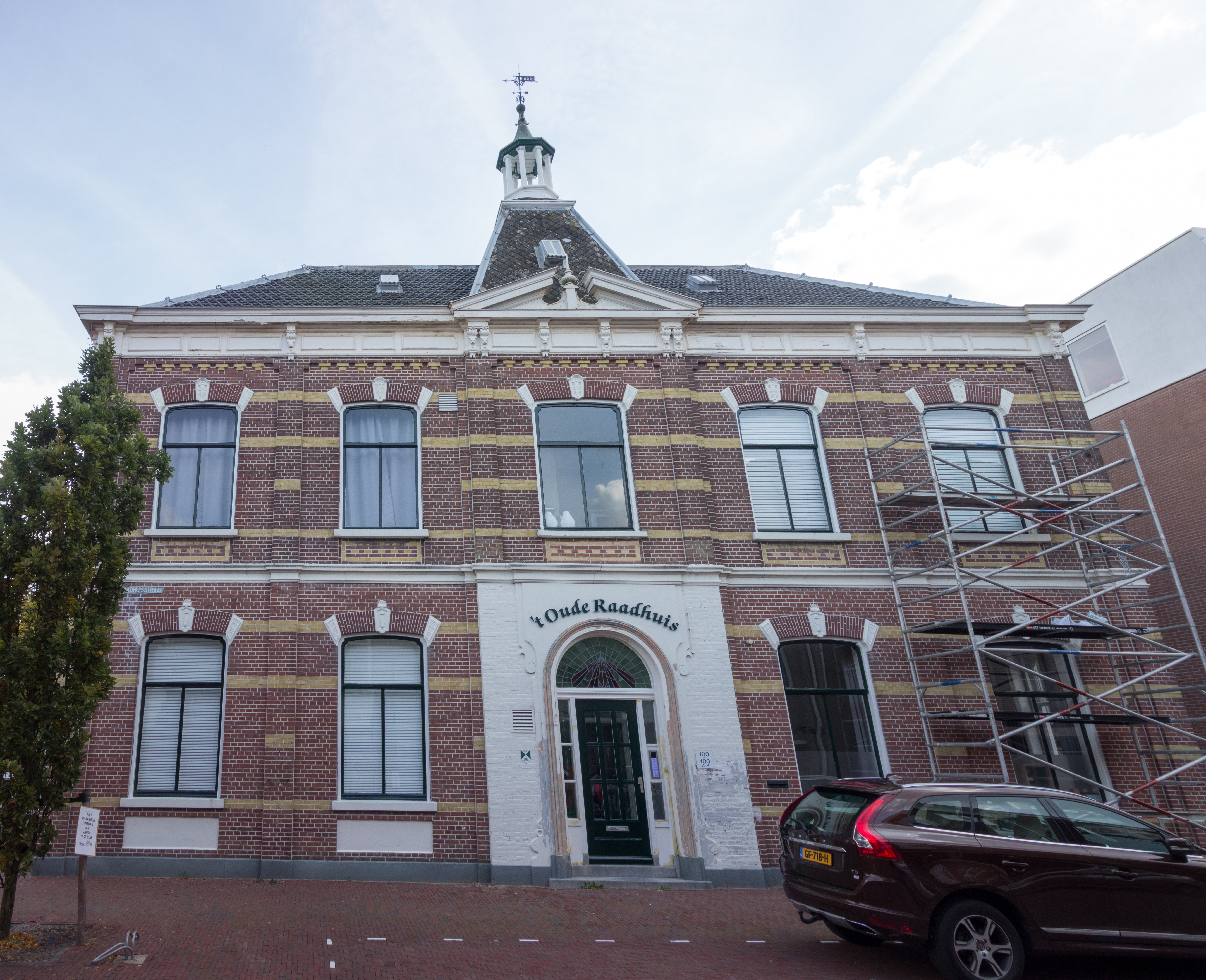
Das alte Rathaus von Alphen aan den Rijn.

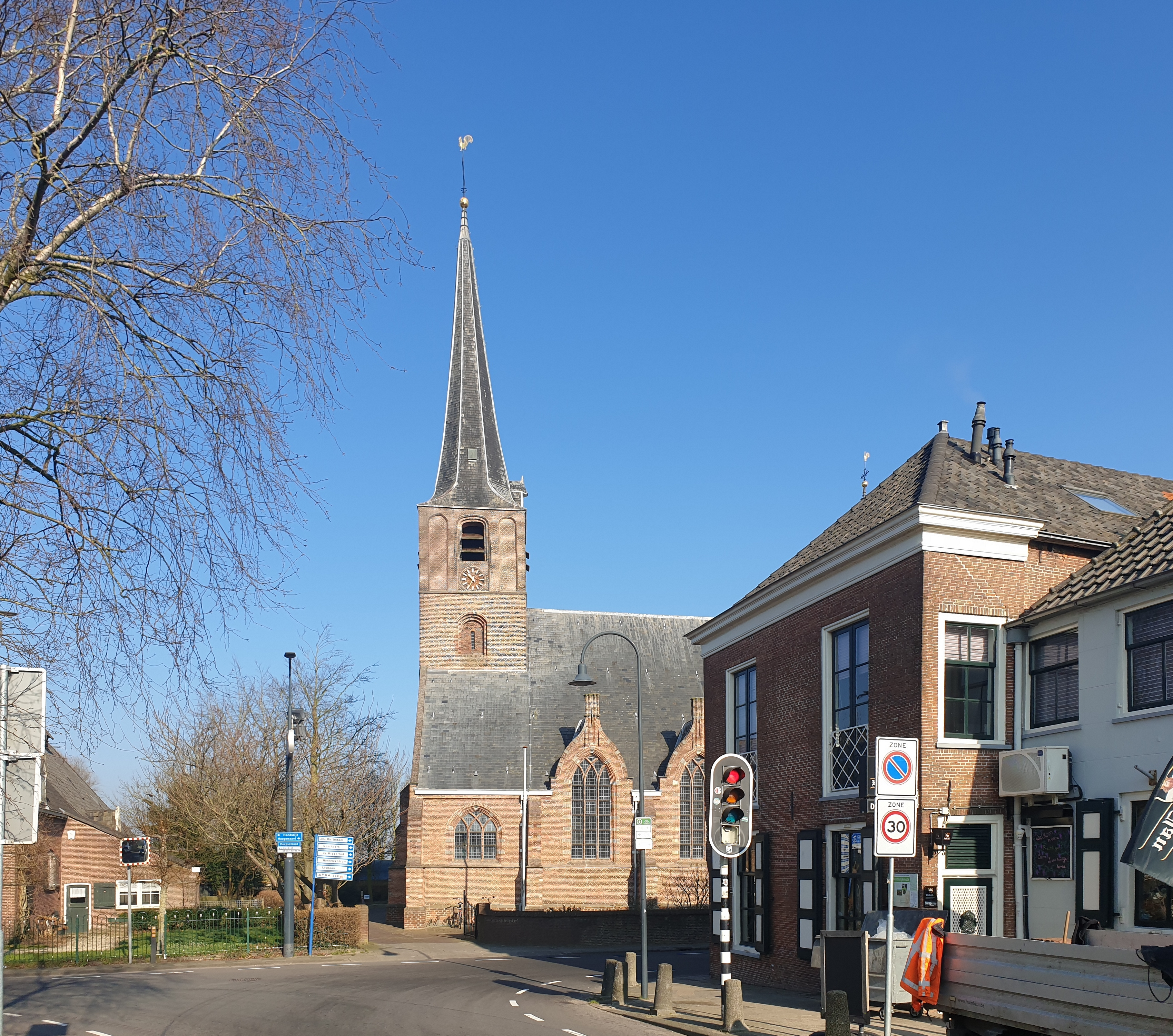
Im Ortsteil Koudekerk aan den Rijn mit der Kirche, der sogenannten Brugkerk.

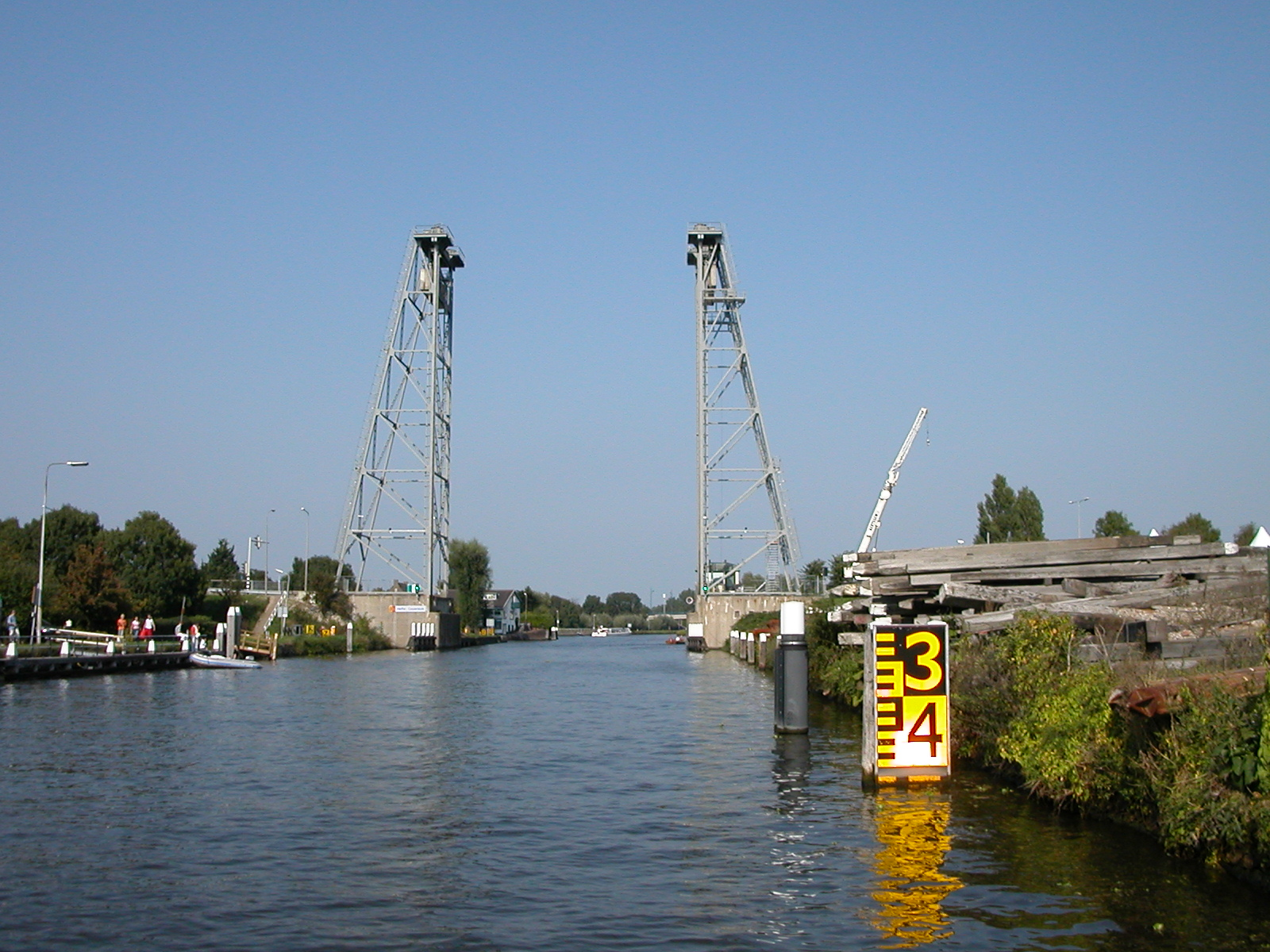
Die Hebebrücke über die Gouwe in Alphen aan den Rijn.

- Oudshoornse kerk, eine Kirche am Ufer des Oude Rijns, gegründet 1665 durch Cornelis de Vlaming van Oudshoorn
- Remonstrantse kerk. Zuvor, bis 1948, war das Gebäude eine Synagoge.[9]
- Korenmolen de Eendracht, diese elf Meter genu breite Mühle wurde ursprünglich 1752 am Nordende des Kanals Gouw in Zaandam errichtet. 1898 wurde sie nach Alphen a/d Rijn umgesetzt, um dort eine andere Mühle zu ersetzen. Bis 1955 wurde die Mühle kommerziell betrieben, seitdem ist sie hin und wieder dem Publikum zugänglich.
- Das frühere Rathaus (Voormalig Raadhuis) wurde 1937 bis 1939 erbaut.
- Das im Januar 2003 eröffnete neue Rathaus (Nieuwe Stadhuis) ist dem Trend der Zeit entsprechend mit viel Offenheit und Glas gestaltet.
- Brugkerk, spätgotische Kirche im Ortsteil Koudekerk aan den Rijn, benannt nach der dortigen denkmalgeschützten Ophaalbrug
- Vogelpark „Avifauna“
- Wichtigster Anziehungspunkt für Touristen ist der Archäologische Themenpark Archeon, in dem Akteure die Besucher durch nachgebildete Gebäude u. a. der Römerzeit und des Mittelalters führen.

## Wirtschaft
Alphen aan den Rijn hat viele, vor allem mittelgroße und kleine Industriebetriebe. Fast alle Branchen sind im Ort vertreten. Auch Handelsbetriebe aller Art gibt es auf einem der vielen Gewerbegeländen.
Auch der Tourismus (siehe oben: Sehenswürdigkeiten) und die Viehwirtschaft (Milchprodukte, Käse) sind bedeutend.

## Söhne und Töchter der Gemeinde
- Piet van der Touw (* 1940), Radrennfahrer
- Arnold Verruijt (1940–2022), Geotechniker
- Eric Bergshoeff (* 1955), Physiker
- Toon Roos (* 1964), Jazzmusiker
- Joop Lankhaar (* 1966), Fußballspieler
- Wouter van Pelt (* 1968), Hockeyspieler
- Willemien den Ouden (* 1971), Rechtswissenschaftlerin und Hochschullehrerin
- Salah Edin (* 1980), Rapper
- John Heitinga (* 1983), Fußballspieler
- Jens Toornstra (* 1989), Fußballspieler
- Leon de Kogel (* 1991), Fußballtrainer und -spieler
- Reinier Zonneveld (* 1991), DJ und Musikproduzent
- Bart van den Berg (* 1993), Tennisspieler
- Mats Knoester (* 1998), Fußballspieler
- Kerstin Casparij (* 2000), Fußballspielerin
- Lizzy de Greef (* 2004), Rollstuhltennisspielerin